# Kortstekerpolder
De Kortstekerpolder was een polder en voormalig waterschap in de Nederlandse provincie Zuid-Holland, in de voormalige gemeente Aarlanderveen. Door een gemeentelijke herindeling behoort de polder sinds 1918 tot Alphen aan den Rijn. 
Reeds in 1491 werd de Kortstekerpolder vermeld als bemalen polder. Hij werd bemalen door een wipmolen in het westelijke deel van de polder, die het water via een lange voorboezem uitsloeg op de Oude Rijn. Reeds vanaf 1595 werden er overeenkomsten gesloten over gemeenschappelijke belangen met de Noordeindsche Polder en de Zuideindsche Polder, de latere verenigde Zuid- en Noordeinder Polder, direct ten oosten gelegen. Alle drie de polders hadden hetzelfde waterpeil. In 1787 werd  de bemaling van de Kortstekerpolder overgenomen door de inmiddels verenigde Zuid- en Noordeinder Polder. Daarna werd de Kortstekermolen wegens de hoge onderhoudskosten afgebroken. In 1969 werd de Kortstekerpolder opgeheven en ontpolderd vanwege de uitbreidingen van Alphen aan den Rijn.

De polder is momenteel een deel van de Alphense wijk Lage Zijde, en bevat de drie buurten Berendrecht, de Van Boetzelaerstraatbuurt en een deel van De Bijlen (met onder meer een groot sportpark). In Alphen aan den Rijn herinneren nog de Kortsteekterweg en de Kortsteekterbuurt aan de polder (beide wegen liggen overigens in de Noordeindsche Polder).
Het aanvankelijke waterschap was verantwoordelijk voor de vervening, drooglegging en de waterhuishouding in de polder. 

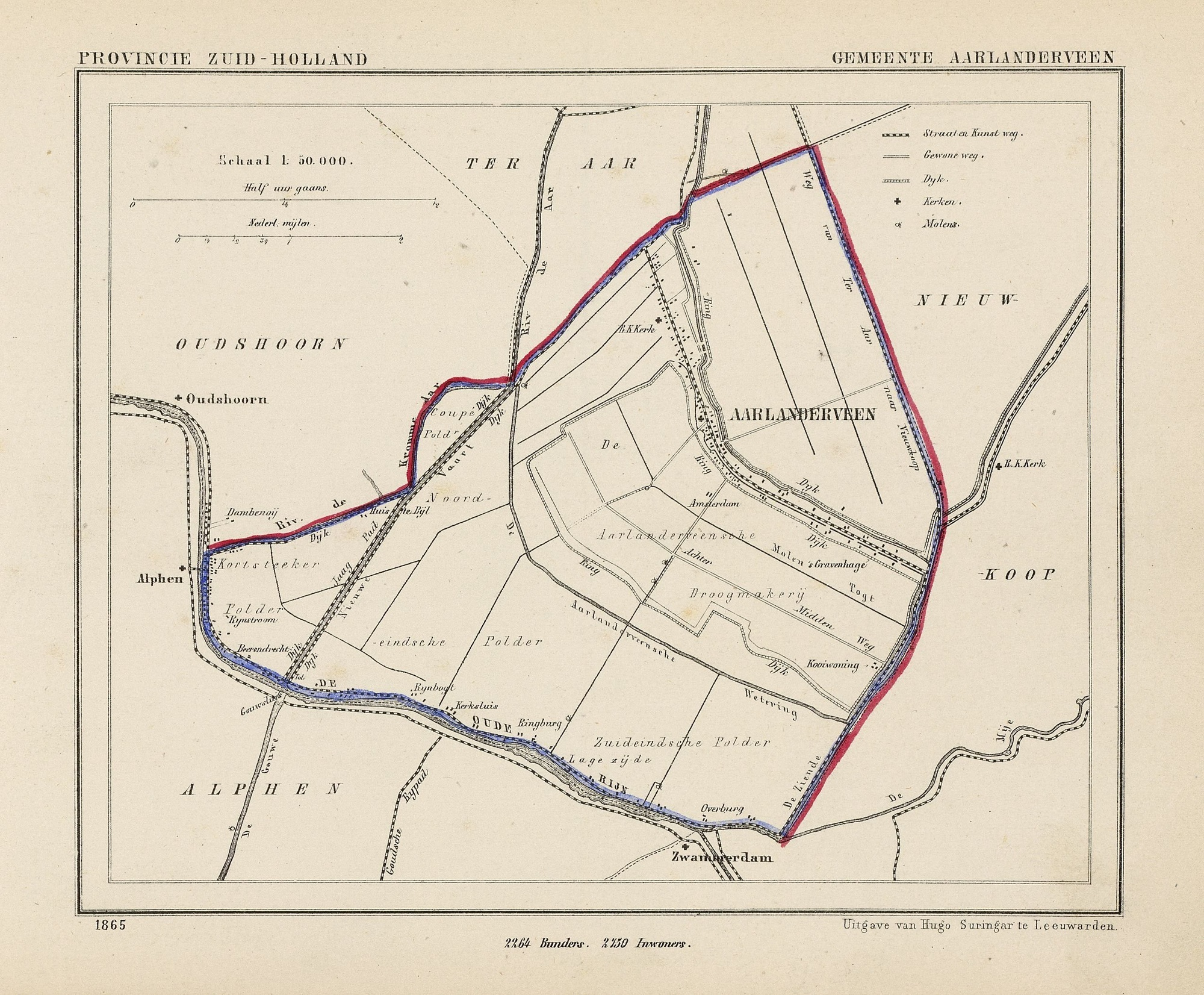
De 'Kortsteeker Polder' in 1865, gelegen in het uiterste westen van de voormalige gemeente Aarlanderveen.